# Hétaïre

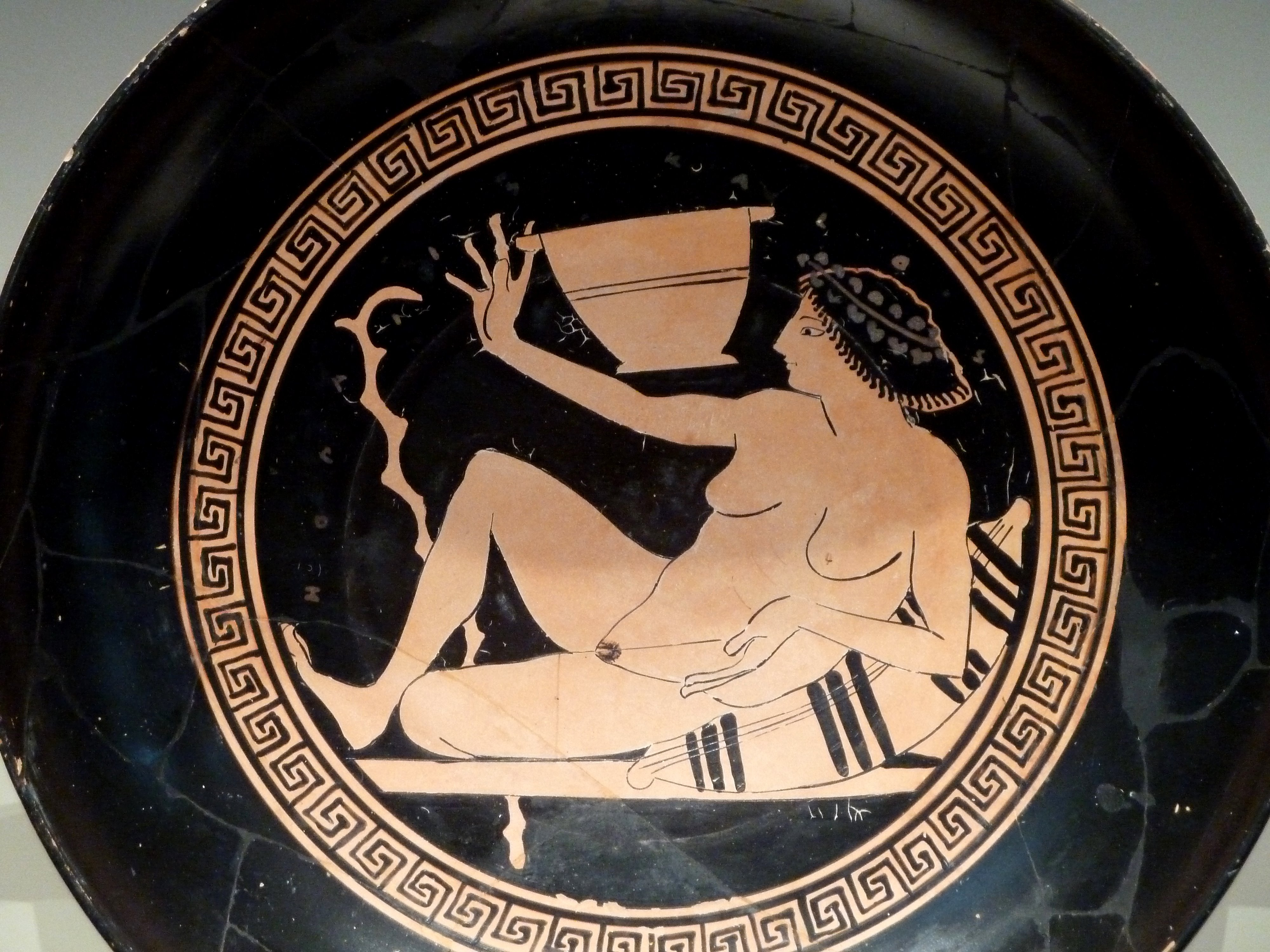
Cette peinture, à l'intérieur d'un kylix, représente une hétaïre jouant au cottabe, un jeu d'adresse pratiqué lors des banquets dans lequel les participants doivent atteindre une cible avec le reste de leur coupe de vin.

Une hétaïre (du grec ancien : ἑταίρα / hetaíra) est en Grèce antique une compagne sexuelle, mais pas toujours. La notion est complexe, et toutes les hétaïres connaissent une situation différente. Elles peuvent être fréquentées par des hommes, avoir des relations sexuelles ou être en relation sentimentale de plus longue durée. Leurs activités peuvent être tarifées mais ce n'est pas systématique. Elles ont souvent un lien avec la prostitution dans la Grèce antique, mais ce n'est pas non plus systématique, et elles ne peuvent être réduites à « des prostituées de luxe ». 

## Histoire

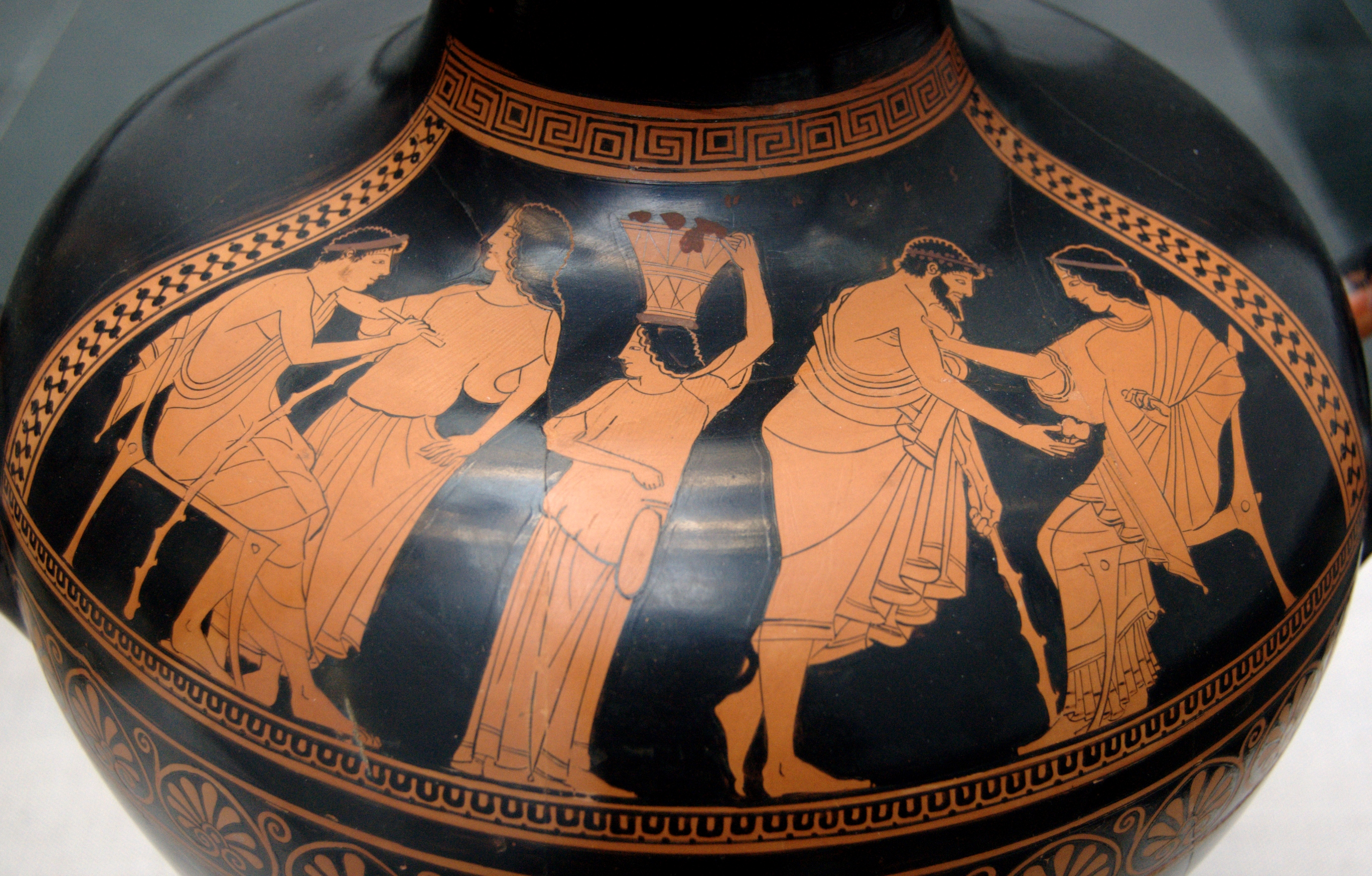
« Visite aux hétaïres ». Hydrie attique à figures rouges. De 490 à 480 avant notre ère.

De manière littérale, hétaíra (ἑταίρα) signifie « bonne amie », « compagnonne ». Les hétaïres peuvent avoir profité d'une éducation ou de ponctuelles initiations et être capables de prendre part à des conversations entre gens cultivés, par exemple lors des banquets. Elles ont longtemps été considérées comme les seules femmes grecques indépendantes, Spartiates exceptées, mais il a été démontré qu'un grand nombre de femmes libres aient pu être indépendantes ou gérer leurs biens. Les hétaïres peuvent recevoir des dons de quelques « compagnons » (hetairoi) ou « amis » (philoi), ou bien être entretenues, ou alors directement payées. Il s'agit le plus souvent de métèques, comme Laïs, originaire de Sicile, ou Nééra, originaire de Corinthe.
Aspasie, en relation avec Périclès, est ainsi la femme la plus célèbre du Ve siècle av. J.-C. Elle attire chez elle Sophocle, Phidias ou encore Socrate et ses disciples. Selon Plutarque, « elle domin[e] les hommes politiques les plus éminents et inspir[e] aux philosophes un intérêt qui n'[est] ni mince ni négligeable ». Toutefois, Aspasie n'est véritablement évoquée comme hétaïre qu'après sa mort par des auteurs plus récents.

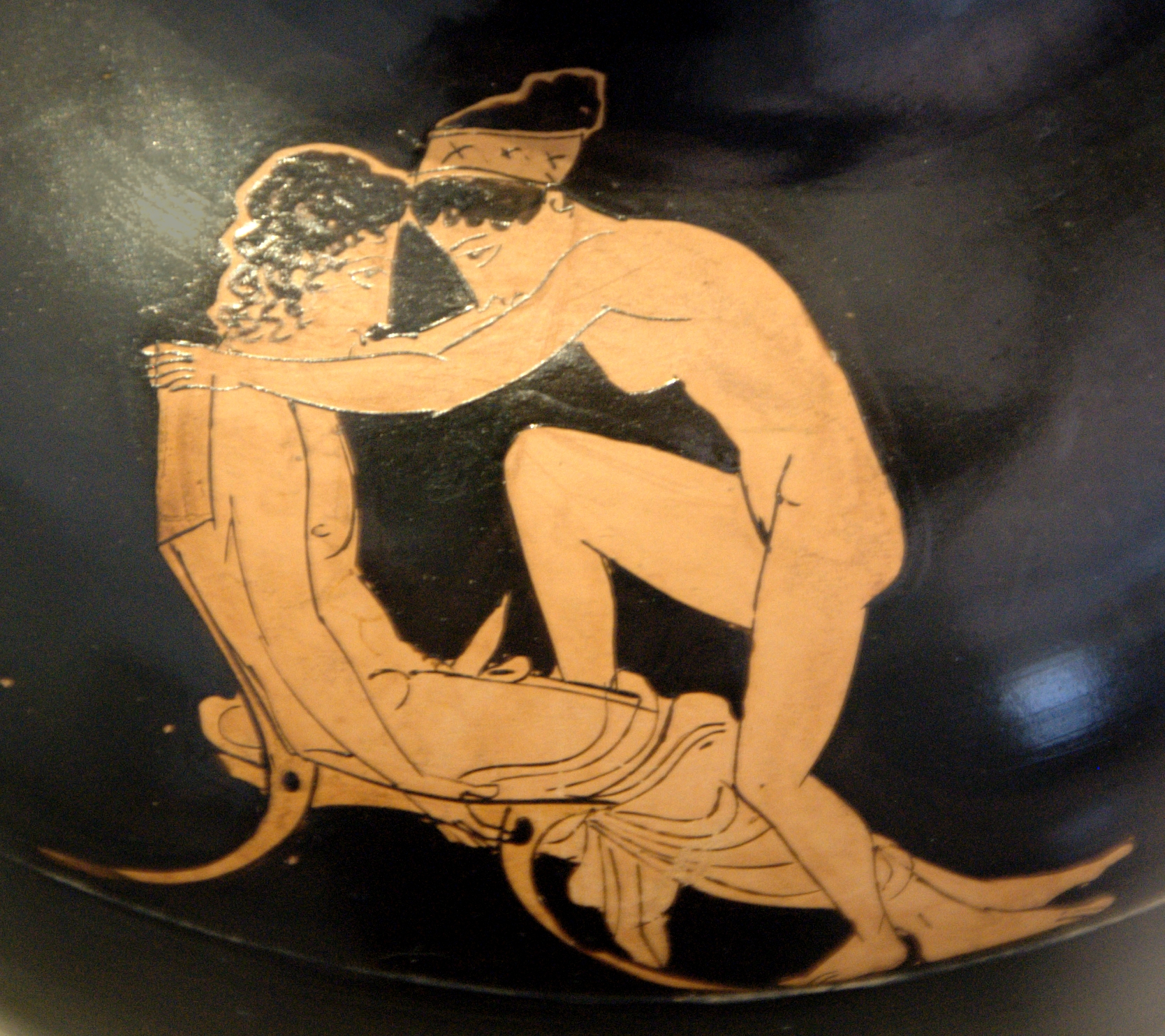
Jeune hétaïre et un jeune homme faisant l'amour sur une œnochoé attique à figures rouges par le peintre Shuválov, vers 430 av. Chr., Antikensammlung, Berlin.

Les noms d'un certain nombre de ces hétaïres sont connus. À l'époque classique, il y a ainsi Théodoté, compagne d'Alcibiade, avec qui Socrate dialogue dans les Mémorables ; ou encore Nééra, sujet d'un discours notoire du pseudo-Démosthène ; Phryné, modèle de l'Aphrodite de Cnide — chef-d'œuvre de Praxitèle dont elle est la compagne, mais aussi de l'orateur Hypéride, qui l'aurait défendu dans un procès en impiété ; Léontion, compagne d'Épicure et philosophe elle-même ; Laïs de Corinthe (aussi appelée Laïs d'Hyccara), amante régulière de Myron, à qui Aristippe voua une grande passion ruineuse. À l'époque hellénistique, on peut citer Pythonikè, en relation avec Harpale, trésorier d'Alexandre le Grand ou encore Thaïs, auprès d'Alexandre et de Ptolémée Ier après lui.
Quelques-unes de ces hétaïres sont très riches. Xénophon décrit Théodoté entourée d'esclaves, richement vêtue et logeant dans une maison de grande allure. Certaines se distinguent par leurs dépenses extravagantes : ainsi une Rhodopis, courtisane égyptienne affranchie par le frère de la poétesse Sappho, se serait distinguée en faisant bâtir une pyramide. Hérodote ne croit pas à cette anecdote, mais décrit une inscription très coûteuse qu'elle finance à Delphes. Lorsque les hétaïres réclament une paie, leurs tarifs varient beaucoup, mais sont substantiellement plus élevés que ceux des prostituées communes : dans la nouvelle comédie, ils varient de 20 à 60 mines pour un nombre de jours indéterminés. Ménandre mentionne une courtisane gagnant trois mines par jour soit davantage, précise-t-il, que dix pornai réunies. S'il faut en croire Aulu-Gelle, Laïs pouvait demander jusqu'à 10 000 drachmes pour une nuit.
Être hétaïre n'est ni une condition (servile ou libre), ni un statut dans les sociétés grecques. Dès lors, on ne sait pas toujours si une hétaïre est esclave ou non. Avec le temps, le terme hetaira évolue. À l'époque de Périclès, il est strictement différent de porne (prostituée). Après Plutarque, on peut estimer que les sens termes se rapprochent et hetaira peut apparaître comme un euphémisme ou un synonyme de porne.

## Liste d'hétaïres
- Rhodope, VIIe – VIe siècle av. J.-C.
- Thargélia, VIe – Ve siècle av. J.-C.
- Théodoté, Ve siècle av. J.-C.
- Aspasie, Ve siècle av. J.-C.
- Laïs de Corinthe, Ve siècle av. J.-C.
- Lamia, IVe siècle av. J.-C.
- Nééra, IVe siècle av. J.-C.
- Philénis, IVe siècle av. J.-C.
- Phryné, IVe siècle av. J.-C.
- Thaïs, IVe siècle av. J.-C.
- Bilistiche, IIIe siècle av. J.-C.
- Léontion, IIIe siècle av. J.-C.
- Comito, VIe siècle

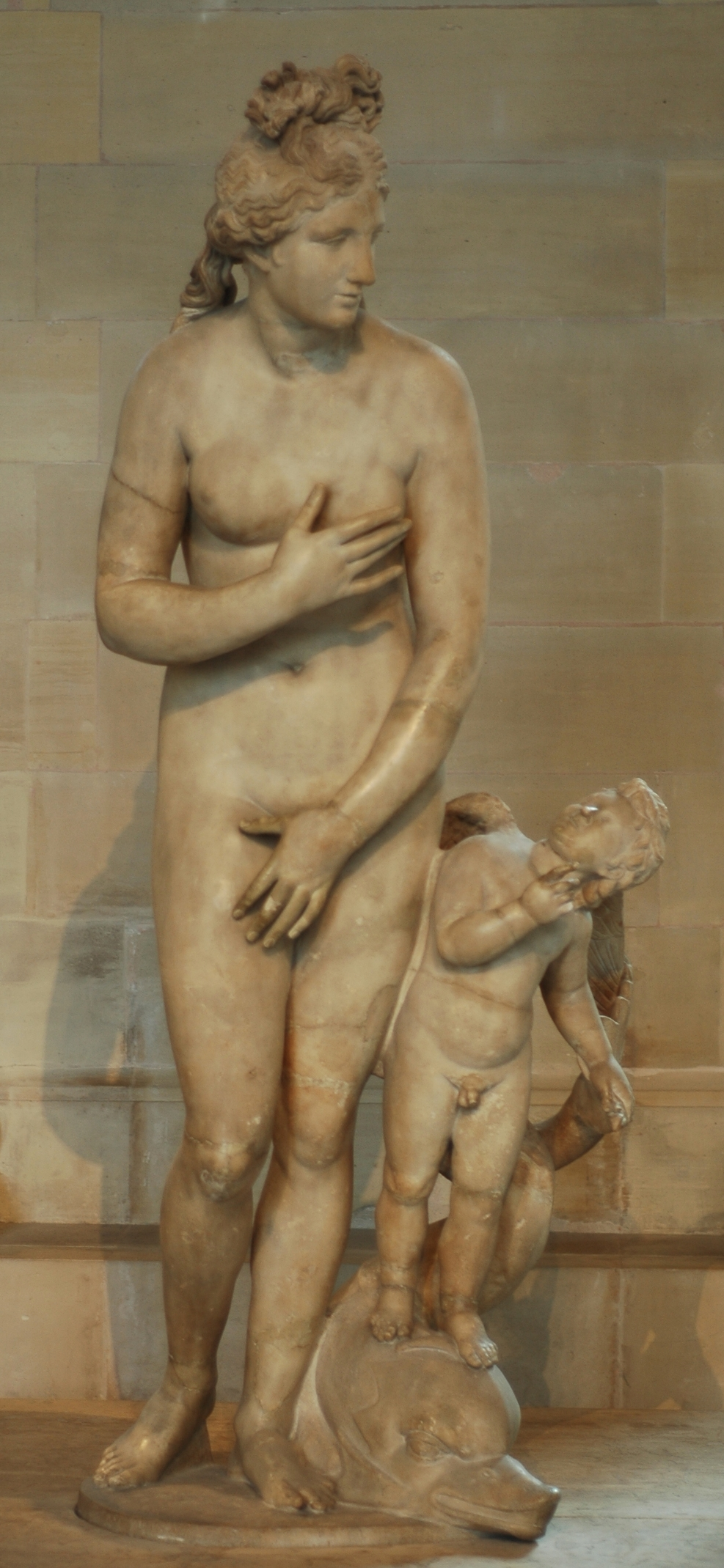
Vénus Borghèse ou Vénus Capitoline, copie de l'Aphrodite de Cnide, œuvre de Praxitèle dont la maîtresse, l'hétaïre Phryné, est le modèle, musée du Louvre.

Il existe deux dictionnaires recensant les courtisanes de l'époque classique. En français, nous avons le volume II de la thèse de Cécilia Landau. En anglais, Konstantinos Kapparis a écrit Prostitution in the Ancient Greek World.